# Blackthorn (pel·lícula)
Blackthorn és una pel·lícula western de 2011 dirigida per Mateo Gil i protagonitzada per Sam Shepard, Eduardo Noriega i Stephen Rea. Escrita per Miguel Barros, la pel·lícula és un relat fictici sobre Butch Cassidy, qui ja ancià, viu sota el nom de James Blackthorn en un tranquil poble de Bolívia, vint anys després de la seva desaparició en 1908.
Blackthorn va ser rodada a localitzacions de La Paz, Potosí i Uyuni a Bolívia.
Produïda per Arcàdia Motion Pictures (Ángel Durández Adeva), la pel·lícula va ser llançada inicialment en iTunes el 2 de setembre de 2011, i es va estrenar als Estats Units el 7 d'octubre de 2011.

## Trama
Vint anys després de la seva desaparició en 1908, Butch Cassidy (Sam Shepard), ja ancià, viu sota el suposat nom de James Blackthorn en un tranquil poble de Bolívia. Decideix posar fi al seu llarg exili i retornar als Estats Units després d'assabentar-se de la mort d'Etta Place (Dominique McElligott). Després d'anys de viure una vida solitària i dedicar-se a criar cavalls, Blackthorn marxa cap a Potosí per vendre els seus cavalls i s'acomiada de la seva amant, Yana (Magaly Solier), a qui diu que tornarà abans de deixar Bolívia.
A Potosí, Blackthorn retira els seus estalvis del banc, ven els seus cavalls, i després torna al seu poble. En el camí, és emboscat i el cavall de Blackthorn, Cinco, escapa amb els seus diners a les alforges. L'assaltant és Eduardo Apodaca (Eduardo Noriega), un enginyer de mines espanyol que afirma que estava disparant als seus perseguidors i prega a Blackthorn que l'ajudi a canvi de compartir els 50.000 dòlars que li va robar a Simón I. Patiño, un poderós empresari bolivià i propietari de la mina on treballava l'espanyol.
Blackthorn i l'espanyol travessen el desert de l'altiplà amb un grup de cerca de Patiño darrere d'ells. Una vegada a la mina abandonada troben els diners, però els seus perseguidors els enxampen. Blackthorn i l'espanyol aconsegueixen escapar després d'un tiroteig i es dirigeixen a la cabanya de Blackthorn, on el famós criminal recorda la seva vella amistat amb Sundance Kid (Padraic Delaney), i Etta Place, i com van escapar a l'Argentina de Mackinley (Stephen Rea), un detectiu de l'agència Pinkerton. Yana s'uneix als homes en la cabanya i decideix quedar-se amb Blackthorn en la seva última nit abans de partir.
L'endemà al matí, dues dones arriben a la cabanya a la recerca de l'espanyol i es deslliga un tiroteig en el qual Blackthorn és ferit i Yana mor. Amb el cor trencat Blackthorn i l'espanyol marxen a través del Salar de Uyuni, amb l'esperança d'arribar a la costa, on Blackthorn pretén retornar amb vaixell a casa. A meitat del camí, són enxampats pels seus perseguidors, però Blackthorn i l'espanyol se separen i aconsegueixen escapar.
A Tupiza Blackthorn, que està ferit és atès per un metge (Luis Bredow), qui avisa a l'exdetectiu Mackinley —qui ara viu una vida tranquil·la a Bolívia—, sobre el seu sospitós pacient. Mackinley confirma la identitat de l'home. Durant anys Mackinley havia afirmat que els dos bandits morts a San Vicente no eren Butch Cassidy i Sundance Kid, i ara podia demostrar que tenia raó. No obstant això, després que avisar a l'exèrcit bolivià del facinerós, Mackinley canvia d'opinió i ajuda a escapar Blackthorn. Quan Mackinley descobreix que Blackthorn estava involucrat amb l'espanyol li revela la veritat. El botí de 50.000 dòlars que l'espanyol havia robat, en realitat no pertanyien al ric empresari Patiño, sinó a les famílies mineres que recentment havien pres control de les mines, cosa que Butch Cassidy mai hauria fet.
Blackthorn segueix la pista de l'espanyol rumb als Andes, amb l'exèrcit al darrere. Quan Blackthorn ho aconsegueix i li confronta amb la veritat, l'espanyol no el nega. Blackthorn fereix a l'espanyol a la cama i el deixa juntament amb els diners per als miners i l'exèrcit bolivià, que aviat arribarà després del lladre i l'executarà aquí mateix.

## Repartiment
- Sam Shepard com James Blackthorn/Butch Cassidy.
- Eduardo Noriega com Eduardo Apodaca, el "Español".
- Stephen Rea com Mackinley.
- Magaly Solier com Yana.
- Nikolaj Coster-Waldau com James Blackthorn/Butch Cassidy (jove).
- Padraic Delaney com Sundance Kid.
- Dominique McElligott com Etta Place.
- Daniel Aguirre com Iván.
- Luis Bredow com el Doctor.
- Fernando Gamarra com el Director del Banc.
- María Luque com la Tavernera.
- Cristian Mercado com el General de l'exèrcit bolivià.

## Nominacions i premis
| Premi                                                    | Categoria                        | Nominat(s)                                   | Resultat  |
| -------------------------------------------------------- | -------------------------------- | -------------------------------------------- | --------- |
| Medalles del Cercle d'Escriptors Cinematogràfics de 2011 | Millor actor                     | Sam Shepard                                  | Nominat   |
| XXI Premis Turia                                         | Millor nou realitzador           | Mateo Gil                                    | Guanyador |
| XXVI Premis Goya                                         | Millor direcció de producció     | Andrés Santana                               | Guanyador |
| XXVI Premis Goya                                         | Millor disseny de vestuari       | Clara Bilbao                                 | Guanyador |
| XXVI Premis Goya                                         | Millor fotografia                | Juan Ruiz Anchía                             | Guanyador |
| XXVI Premis Goya                                         | Millor direcció artística        | Juan Pedro de Gaspar                         | Guanyador |
| XXVI Premis Goya                                         | Millor pel·lícula                |                                              | Nominat   |
| XXVI Premis Goya                                         | Millor Director                  | Mateo Gil                                    | Nominat   |
| XXVI Premis Goya                                         | Millor guió original             | Miguel Barros                                | Nominat   |
| XXVI Premis Goya                                         | Millor banda sonora              | Lucio Godoy                                  | Nominat   |
| XXVI Premis Goya                                         | Millor muntatge                  | David Gallart                                | Nominat   |
| XXVI Premis Goya                                         | Millor so                        | Dani Fontrodona, Marc Orts, Fabiola Ordoyo   | Nominat   |
| XXVI Premis Goya                                         | Millor maquillatge i perruqueria | Ana López-Puigcerver, Belén López-Puigcerver | Nominat   |